# Лем Вінчестер
Лем Вінче́стер (англ. Lem Winchester), повне ім'я Ле́мюел Де́віс Вінче́стер (англ. Lemuel Davis Winchester; 19 березня 1929, Філадельфія, Пенсільванія — 13 січня 1961, Індіанаполіс, Індіана) — американський джазовий вібрафоніст.

## Біографія
Народився 19 березня 1929 року у Філадельфії, штат Пенсільванія. Вчився грати на саксофоні, потім у 1947 році переключився на вібрафон. У 1950-х роках працював офіцером поліції у Вілмінгтоні, штат Делавер; грав у місцевих гуртах як сайдмен.
У 1958 році виступив на Ньюпортському джазовому фестивалі, у підсумку зробив дебютний запис на лейблі MGM, випустивши LP під назвою New Faces at Newport спільно з гуртом Ренді Вестона. У 1960-х залишив роботу в поліції, аби повністю присвятити себе музиці. Записувався з Олівером Нельсоном, Джонні «Гаммонд» Смітом; а також як соліст на лейблах Argo (дочірньому Chess), Moodsville і New Jazz (обидва — дочірні Prestige).
Загинув 13 січня 1961 року під час гастролів в Індіанаполісі, штат Індіана у віці 32 років у результаті нещасного випадку після випадкової стрілянини у самого себе, граючи в російську рулетку.
Вінчестер вважався одним з найбільш багатообіцяючих молодих вібрафоністів школи Мілта Джексона.

## Дискографія
- New Faces at Newport  (MetroJazz, 1958) спільно з Ренді Вестоном
- A Tribute to Clifford Brown (Argo, 1959) з Рамсі Льюїсом
- Winchester Special (New Jazz, 1959) з Бенні Голсоном
- Lem's Beat (New Jazz, 1960) з Олівером Нельсоном
- Another Opus (New Jazz, 1960)
- With Feeling (Moodsville, 1960)
- Birmingham Jazz Festival, The Early Years, 1960, Vol. 2 (Universal, 2002)